# Hypostomus plecostomus
Hypostomus plecostomus, còn được gọi là cá lau kính, là một loài cá nhiệt đới thuộc họ Loricariidae, thuộc dòng cá da giáp bởi các hàng vảy cứng giống như áo giáp bao phủ phần trên của đầu và thân (bề mặt dưới của đầu và bụng để trần) của nó. Mặc dù cái tên Hypostomus plecostomus thường được sử dụng để chỉ những loài cá lau kính thông thường được bán trong các cửa hàng cá cảnh, đa số thực sự là những thành viên của các chi khác. Tại Việt Nam, nó (cùng với vài loài cá cảnh khác) còn thường được gọi là cá dọn bể, cá lau kiếng hay cá tỳ bà. Nhiều người còn gọi vui nó là cá "mặt quỷ". Nó có tên tiếng Anh là "suckermouth catfish", giới buôn bán cá cảnh gọi nó là "common pleco".
Cá lau kính có rất ít hoặc không có giá trị như là một loại cá thực phẩm, mặc dù nó ít nhất đôi khi được tiêu thụ trong phạm vi bản địa của nó. Tuy nhiên, nhu cầu về cá cảnh vẫn tồn tại đối với nó.
Nó có thể sống trong nhiều điều kiện môi trường sinh thái khác nhau nên khả năng phát triển đàn rất nhanh. Ở nhiều nơi trên thế giới, sự phát triển đàn của cá lau kính đã trở thành vấn nạn đối với hệ sinh thái và nguồn lợi thủy sản. Biên độ sinh thái rộng và khả năng sống mạnh mẽ giúp cá lau kính trở thành một loài ngoại lai xâm lấn lý tưởng. Nó được nuôi nhiều để làm nhiệm vụ dọn bể, ngày nay nó đã trở thành một loài xâm lấn ở Việt Nam.

## Đặc điểm
Loại cá này có chiều dài lên đến 70 cm và trọng lượng có thể tới vài kilôgam. Chúng là loài cá có thân hình nâu sẫm, da cứng, sần sùi, thô ráp, miệng to giống như miệng bát, gồm nhiều dạng khác nhau Thân dẹp phẳng như đàn tỳ bà, đầu dẹp phẳng, vây lưng cao, cứng và thẳng đứng, vây ngực rộng và xòe như cánh phi cơ, vây đuôi nhỏ, dày, cuốn đuôi không dẹt xuống. Thân cá đen thẫm, có khi nâu đen hoặc nâu nhạt, có hoa văn đen trắng, da sần sùi, thô ráp. Phần phía trên đầu và thân được bọc trong những dãy xương, phần dưới đầu và bụng thì trần.
Thức ăn chính của loài cá này là các loại rong, rêu, tảo bám trên bề mặt thực vật hoặc nền đáy. Cá lau kính sống ở dưới đáy hồ. Cá lau kính sinh sản trong ao đất, đào hang đẻ trứng (khoảng 300 trứng/lần đẻ). Cá được xem là chuyên gia ăn rêu và dọn chất nhớt ở thành bể và đáy bể, cá thích hợp thả nuôi chung với nhiều loài. Cá ăn tảo, thực vật, mùn bã, giáp xác và côn trùng nhỏ. Loài cá này môi bè ra, thường không ăn động vật mà chỉ hút những chất nhày, chất bẩn và rong rêu bám trên các thành kiếng.
Một con mỗi lần đẻ 5.000-6.000 trứng, gặp điều kiện thuận lợi một con có thể đạt đến chiều dài 50 cm. Cá có khả năng sinh sản quanh năm, tỷ lệ cá con sống khoảng 70% và có thể sống mà không cần đến thức ăn suốt 1 tháng. Chúng có khả năng cạnh tranh thức ăn với các loài khác và gây mất cân bằng hệ sinh thái. Cá mẹ hay cá con đều có thể tiếp cận loài cá khác để hút nhớt, khiến chúng giảm khả năng phát triển.

## Loài xâm lấn
Ở Việt Nam, loài cá này được nhập nội từ thập niên 80, đã sản xuất giống trong nước từ thập niên 90. Nó có nguồn gốc từ Nam Mỹ, được nhập vào VN qua đường kinh doanh cá cảnh. Sau khi phát tán ra môi trường tự nhiên chúng phát triển rất nhanh. Hiện cá tỳ bà đen đang phát tán và sinh sản mạnh ở nhiều hồ chứa, sông, rạch và ao đầm nội địa, gây vướng và rách lưới khi khai thác, ảnh hưởng lên cấu trúc quần đàn các loài cá bản địa. Nó là một loài sinh vật ngoại lai, hầu như không có giá trị kinh tế đã xuất hiện với mật độ ngày càng dày đặc tại các kênh, rạch, ao, đìa.
Ở vùng đồng bằng sông Cửu Long, cá lau kính nhiều vô số, gần như nó có mặt ở khắp các kênh, rạch, ao, hồ… Hễ người dân đi dỡ chà, đổ đú, tát mương là y như rằng sẽ gặp cá lau kính. Khi bắt gặp con cá xấu xí này, dân quê thường bực mình quăng bỏ. Nhiều người sinh chán vì hình thù cá trông xấu xí lại rẻ tiền nên đem thả ra sông hoặc ao hồ, chỉ sau một thời gian ngắn, cá đã sinh sôi nẩy nở nhiều đến mức báo động, không còn ai kiểm soát nổi. Cá lau kính ăn hết rong tảo trong ao, lại sinh sản rất nhanh lấn át nên cá đồng bản địa không thể sống và phát triển được. Không chỉ phát hiện cá lau kính có trong ao cá nuôi mà loài sinh vật ngoại lai này còn xuất hiện ồ ạt ở các tuyến kênh thủy lợi.